# یورمحله
یورمحله، روستایی از توابع بخش مرکزی شهرستان ساری در استان مازندران ایران است.

## جمعیت
این روستا در دهستان اسفیورد شوراب قرار داشته و براساس آخرین سرشماری مرکز آمار ایران که در سال ۱۳۸۵ صورت گرفته، جمعیت آن ۲۱۲نفر (۵۶خانوار) بوده‌است.